# Ротари (Васлуј)
Ротари (рум. Rotari) насеље је у Румунији у округу Васлуј у општини Пујешти. Oпштина се налази на надморској висини од 185 m.

## Становништво
Према подацима из 2002. године у насељу је живело 127 становника, од којих су сви румунске националности.